# San Martino (Fiorello)
San Martino è un singolo discografico di Fiorello, pubblicato nel 1993 e inserito nell'album Spiagge e lune. Il testo è basato sulla poesia San Martino di Giosuè Carducci, ripetendo la prima quartina dopo ogni altra a mo' di ritornello e invertendo le ultime due.

## Tracce
A
Testi e musiche di Carducci, Cecchetti, Zuppone, Labinto.
1. San Martino (Fargetta Remix) – 6:35 (musica: Fargetta)
2. Bonus Beats – 1:55

B
1. San Martino – 4:00 (Carducci, Cecchetti, Zuppone, Labinto)
2. Dicono – 3:59 (Mapi, Holland, Dozier)